# 아마가사키역 (한신 전기 철도)
아마가사키역(일본어: 尼崎駅, あまがさきえき)은 일본 효고현 아마가사키시에 있는 한신 전기철도의 역이다. 역 번호는 HS 09이다. 주소의 히가시미소노초는 역의 부분만을 정(町)명으로 사용하기 때문에 지도에서는 공간의 관계로 생략되거나 색인에는 실리지 않은 경우가 있다.
서일본여객철도(JR 서일본)에도 같은 역명의 아마가사키 역이 있지만 직선 거리로 1,800m정도 떨어져 있는 관계로 일반적으로는 본 역을 "한신 아마가사키" 또는 "한아마", JR 역을 "JR 아마가사키" 또는 "J아마"로 구별하는 일이 많다.

## 개요
한신 전기철도가 고베산노미야 역의 동쪽으로 운행하는 모든 종류가 정차하는 유일한 역이다.
낮 시간대에는 본 역에서 급행과 보통이 완급 접속하고 우메다 ~ 당역 간 급행은 기본적으로 오사카난바 방면으로 직통하는 쾌속급행과 접속되고 고베 산노미야 방면으로의 접속이 확보되어 있다.
한신 난바 선과 본선 간을 직통 운행하는 쾌속 급행은 6, 8, 10량 편성으로 운행되고 8, 10량 편성으로 본 역에 도착한 열차는 4번 선에서 오사카난바・나라 방향의 2량 또는 4량의 개방 작업을 하고 당 역 ~ 고베 산노미야 역간은 6량 편성으로 운행된다.

## 역사
- 1905년 4월 12일: 한신 본선의 개통과 동시에 영업 개시. 그리고, 아마가사키 차고는 1904년 8월에 완성되었다.
- 1928년 12월 28일: 덴포 선(니시오사카 선을 거쳐 현재 한신 난바 선으로 운행)이 본 역까지 연장됨.
- 1963년 1월 20일: 승강장의 고가화 완료.
- 1964년
  - 2월: 승강장의 유효 길이를 98m에서 120m로 연장.
  - 5월 20일: 덴포 선이 니시오사카 선으로 노선명 변경.
- 2001년 3월 10일: 직통특급 및 특급의 정차역이 됨.
- 2003년
  - 7월 1일: 시설 개량 공사 개시로 인하여 고베 고속 철도에 역 시설 양도.
  - 7월 26일: 당역 ~ 다이모쓰 역간 입체 교차 공사에 따라 니시오사카 선의 아마가사키 ~ 당역 구간은 단선이 됨.
- 2006년 11월 12일: 당역 ~ 다이모쓰 역간 입체 교차로 전환됨. 본선 고베 방면과 니시오사카 선의 승강장 교환, 3,4번 선이 4,5번 선으로 개번.
- 2007년 3월 17일: 본선 오사카 방면 새 승강장(1,2번 선)과 북쪽 개찰구 사용 개시.
- 2008년 2월 2일: 니시오사카 선 새 승강장(3번 선) 사용 개시. 북쪽 개찰구와 니시오사카 선 역사가 직접 연결됨.
- 2009년 3월 20일: 니시오사카 선이 한신 난바 선으로 노선명을 변경하고 오사카난바 역까지 연장됨.
- 2014년 4월 1일: 역 번호 도입.
- 2016년 3월 19일: 구간특급의 정차역이 됨.

## 이용 가능 철도 노선
- 한신 전기철도
  - 본선
  - 한신 난바 선

※ 본 역 ~ 아마가사키 역간은 두 노선의 병행 구간이다.

## 역 구조
섬식 승강장 4면 6선을 갖는 고가역에서 승강장은 2층에 있다. 개찰구는 1층에 있는 과거의 서쪽 개찰구 외에 2007년 3월 17일부터 북쪽 개찰구가 신설되어 총 2곳이다.
신설된 북쪽 개찰구의 대합실은 1990년대 초반, 역 북쪽에 인접한 "시립 한신 아마가사키 역전 주차장"의 지하 반입로를 건설했을 때 궤도 밑의 성토 고가와 동시에 굴착한 원인으로 생긴 공간을 가도 다리로 정비하였고, 그 후에 이용되었다. 또한, 당시부터 대합실로 계획이 있었는지는 불명이다.

### 승강장
| 승강장 | 노선           | 방향 | 행선 |
| ------ | -------------- | ---- | --- |
| 1      | ■ 본선         | 상행 | 노다・우메다 방면                                                                                            |
| 2      | ■ 본선         | 상행 | 노다・오사카 (우메다) 방면 (한신 난바 선으로 플랫폼 상 환승 가능)                                            |
| 3      | ■ 한신 난바 선 | -    | 니시쿠조・돔마에・난바・나라 나고야・이세시마 방면                                                           |
| 4      | ■ 본선         | 하행 | 고시엔・고베 (산노미야)・아카시・히메지 방면 (나라・난바 방면에서의 쾌속급행)                                |
| 5      | ■ 본선         | 하행 | 고시엔・고베 (산노미야)・아카시・히메지 방면 (우메다 방면에서의 열차 한신 난바 선의 플랫폼 상에서 환승 가능) |
| 6      | ■ 본선         | 하행 | 고시엔・고베 (산노미야)・아카시・히메지 방면 (우메다 방면에서의 열차)                                        |

- 이 밖에 4번 선은 한신 난바 선의 당역 회송 열차의 하차 승강장으로도 사용된다. 해당 열차는 4번 선에 승객을 하차한 뒤 승강장 서쪽 입환선으로 꺾어서 다시 오사카난바 행으로 3번 선에 입선한다[4].

- 2번 선은 본선 상행 승강장과 한신 난바 선 상행 승강장, 5번 선은 본선 하행 승강장과 한신 난바 선 하행 승강장에 끼는 형태로 본선과 한신 난바 선 상호의 동일 평면 상에서 평면 환승이 가능하다. 우메다, 난바 방면을 예로 들면 3번 선의 난바 선 승강장에서 2번 선의 본선 열차로, 심지어 그 2번 선의 열차를 뚫고 1번 선의 본선 열차에 직접 환승할 수 있다. 그래서, 배선상에서는 2,5번 선이 주로 본선이지만, 완급 접속 시에는 대피하는 보통 열차가 주로 본선에 입선하고 우등 열차가 대피선(1,6번 선)에 입선하는 형태를 취하는 것으로, 원활한 환승이 가능하도록 했다. 한편, 2번 선은 오사카 난바 방면으로 출발에도 대응한다.

- 승강장 유효 길이는 1,2번 선(1번 승강장)은 긴키 닛폰 철도 차량 6량 편성 대응의 130m, 2번 선(3번 승강장), 3, 4번 선은 긴테쓰 차량 10량 편성 대응의 215m, 5,6번 선은 한신・산요 전기철도 차량 6량 편성 대응의 120m이다.

## 역 주변
역 동쪽에는 아마가사키 차고와 공장이 있으며 예전에는 한신 전기철도 본사가 위치한 것도 있었다. 기타 PTC지령실이 있다. 차고의 선로가 역 구내까지 뻗어 있어 고가교는 비교적 폭이 넓다. 고베 방향에도 입환선이 설치되어 있다.
서쪽 개찰구 건너편에는 전문 상가인 "AMASTA AMASEN"(아마스타 아마센)이 있다. 이어, 북쪽 출입구에는 한신 택시 전용 승강장과 편의점 "아즈나"가 있다. 남쪽 출입구에는 일찍이 존재한 과자 메이커의 파르나스 제과로부터 독립하고 개업한 다방인 "몽 파르나스"가 있다.
아마가사키 시청은 다치바나역이 근처로, 행정적 중심지는 그 근처가 되지만 실질적인 중심지는 한신 아마가사키 역 주변이다. 역 남쪽에는 아마가사키 성터와 사쿠라이 신사 등 오래된 거리가 확산되면서 역사적으로도 중심인 것을 보여주고 있다. 또, 아마가사키 시립 중앙 도서관과 아마가사키 시 종합 문화 센터・아르카이크 홀・ 아마신 역사 박물관・세계의 저금통 박물관 등 문화 시설도 많다. 대중 규모 상업 시설 건설 등도 열린 재개발이 진행 중으로 이에 따라 역 개량 공사가 실시되었다.

## 버스 노선
한신버스가 북구(북쪽 개찰구 앞)와 남구에서 발착한다. 버스터미널의 정류장 이름은 '한신 아마가사키'이며, 한신버스 아마가사키 시내선은 (북쪽)(남쪽)으로 나뉘어져 있다. 한신버스 공식 홈페이지에서 한신선은 (남쪽) 시간표 목록에 포함되어 있다.
북쪽 출구 로터리 내에 한신버스 서비스 센터(안내소, 정기권 등 발매소)가 있다.
한신선・아마가사키 시내선에 각각 승강장이 있다. 후자에 대해서는 아마가사키교통사업진흥이 관리 위탁 또는 공동운행하는 체계도 있다.

### 한신선
남구 동쪽 승강장 발착. 일반 노선은 1번 승강장, 간사이 국제공항행 공항 리무진 버스는 2번 승강장에서 출발한다.
이 외에도 북쪽 출구에서 도보 3분 거리인 국도 2호선을 따라 '한신 아마가사키역 북쪽' 정류장도 있으며, 특히 다카라즈카 방면은 한신 항세역 북쪽에서 출발하는 항세 다카라즈카선도 정차하기 때문에 역 앞보다 운행횟수가 많다.
| 승강장 | 노선명                  | 목적지                                                        | 비고 |
| ------ | ----------------------- | ------------------------------------------------------------- | --- |
| 1      | 아마가사키 다카라즈카선 | 다카라즈카/다카라즈카 야스크라 단지/아마가사키 하마다 차고 앞 | 야간 1편은 다카라즈카 야스크라 단지행, 토・일요일・공휴일 최종편은 아마가사키 하마다 차고 앞 정류장 정차 |
| 1      | 아마가사키 니시노미야선 | 한신 니시노미야                                               | |

### 아마가사키 시내선
1, 2, 3, 4번은 북구, 5번만 남구이며, 11, 13, 13-2, 15번은 간선, 나머지는 지역선으로 구분되어 같은 목적지라도 노선번호가 다른 노선은 경로도 다르다.
| 승강장 | 승강장 | 계통 | 목적지                      | 비고                                                                |
| ------ | ------ | ---- | --------------------------- | ------------------------------------------------------------------- |
| 북     | 1      | 13   | 한큐 츠카구치               | 오하마 서구 경유                                                    |
| 북     | 1      | 13-2 | 한큐 츠카구치               | 오하마 서구・아마가사키 종합의료센터 정문 앞 경유                   |
| 북     | 1      | AD2  | 한큐 츠카구치               | 경유지는 13번과 마찬가지로                                          |
| 북     | 2      | 15   | 한큐 무코노소(남쪽)         |                                                                     |
| 북     | 2      | 31   | 한큐 츠카구치               | 낮에만 운행. 시청 경유                                              |
| 북     | 2      | 43   | 미야노키타 단지             | 오전 일부 편과 마지막 편은 한큐 무고노소(남쪽) 정류장에 정차합니다. |
| 북     | 2      | 43-2 | 무코 영업소                 | 낮에만 운행, JR 다치바나(하행) 경유                                 |
| 북     | 2      | AD1  | 무코 영업소                 | 나니와 경유                                                         |
| 북     | 3      | 11   | 한큐 소노다                 | JR 아마가사키(북쪽) 경유                                            |
| 북     | 3      | 23   | 도노우치                    | JR 아마가사키(남쪽)에 정차하는 구간편도 다수 있음                   |
| 북     | 4      | 22   | 한큐 소노다                 | 오하마 경유. 일부 편은 츠카구치 영업소 앞에 정차합니다.             |
| 북     | 4      | 22-2 | 한큐 소노다                 | 평일 낮에만 운행. 아마가사키 종합의료센터 경유                      |
| 북     | 4      | AD1  | 아마가사키 드라이브 학교 앞 | AD1, AD2 모두 경유지는 동일합니다.                                  |
| 북     | 4      | AD2  | 아마가사키 드라이브 학교 앞 | AD1, AD2 모두 경유지는 동일합니다.                                  |
| 남     | 5      | 70   | 클린센터 제2공장            |                                                                     |

## 사진

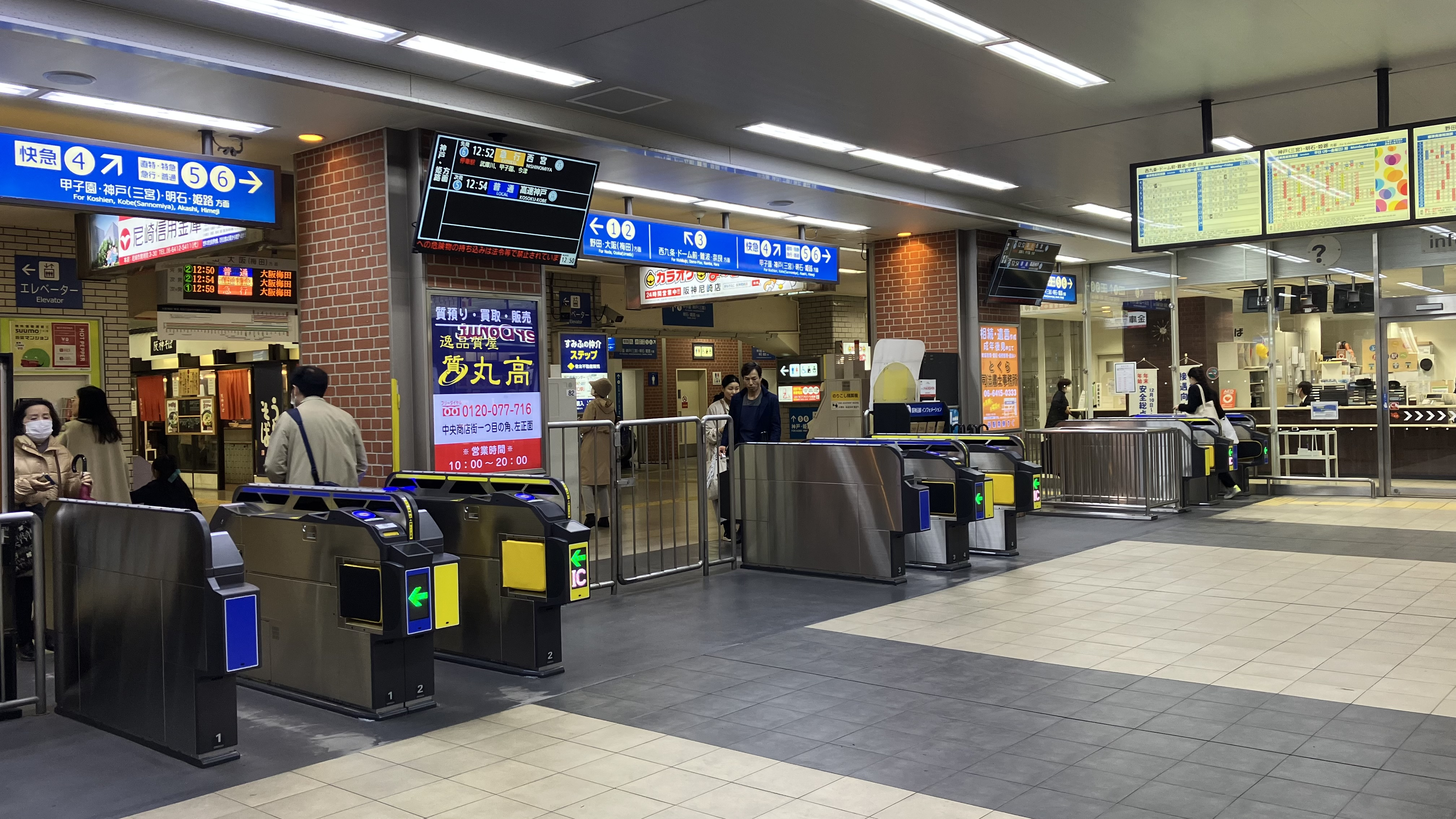
서개찰구
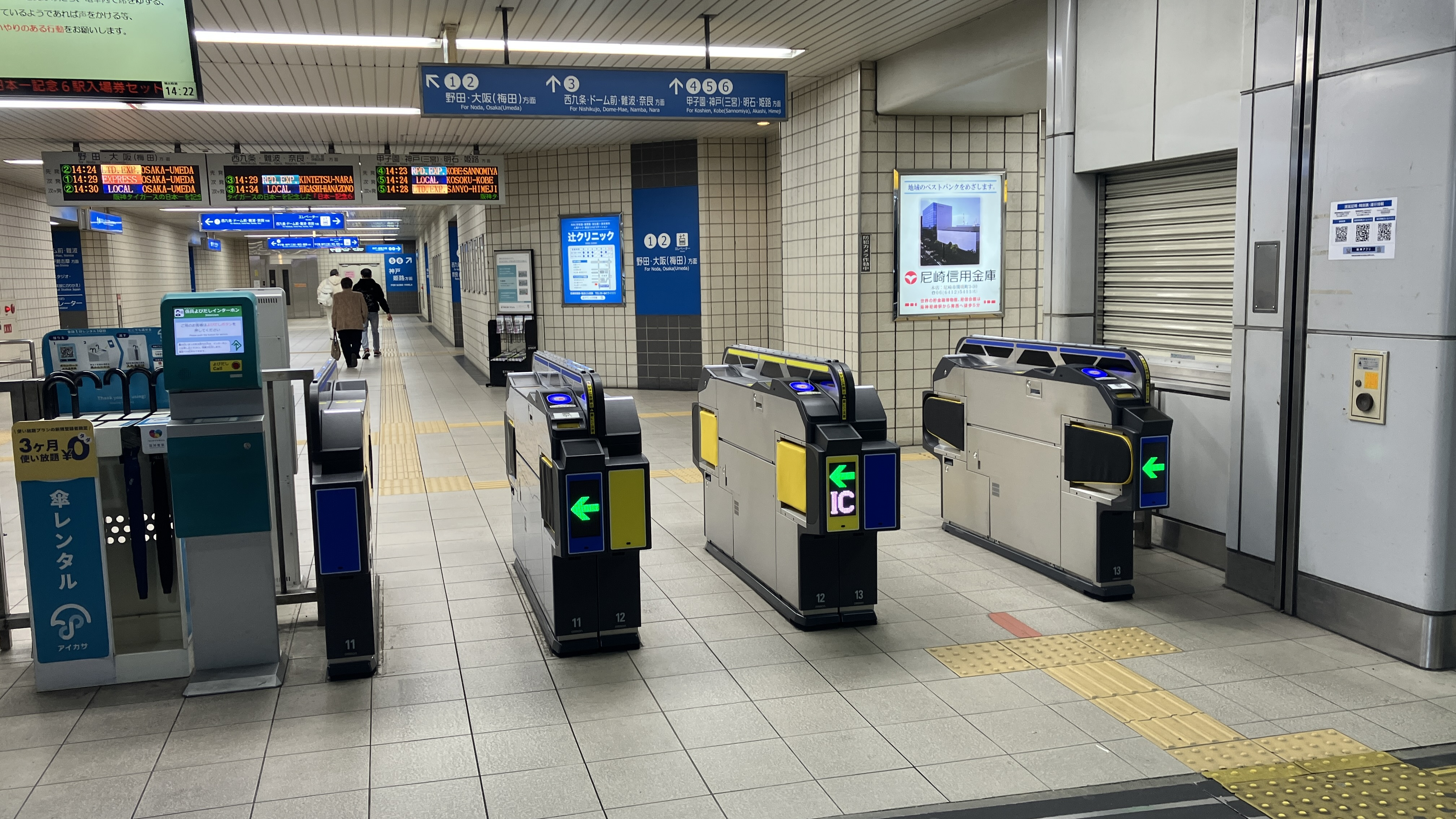
북쪽 출구
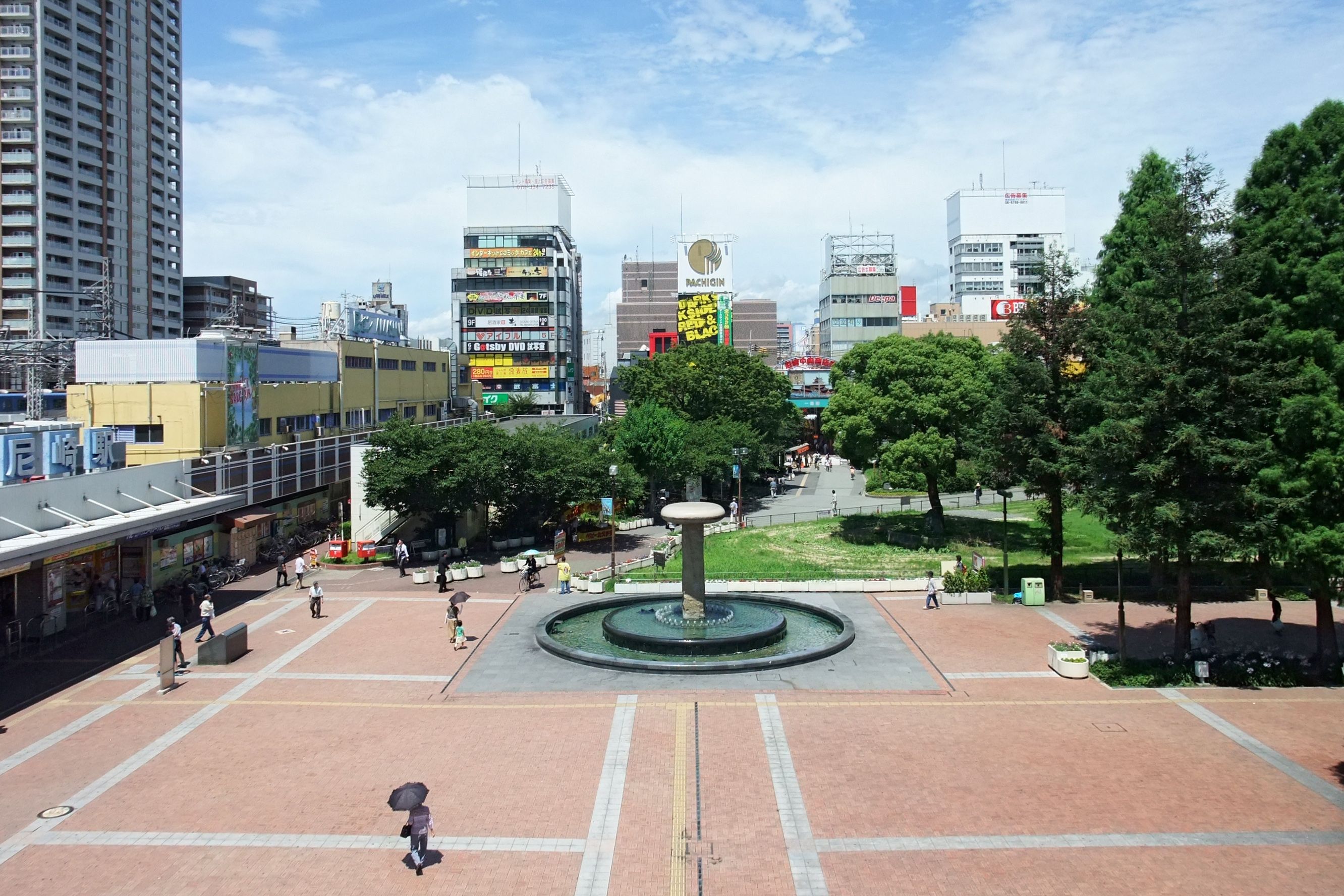
역전 광장
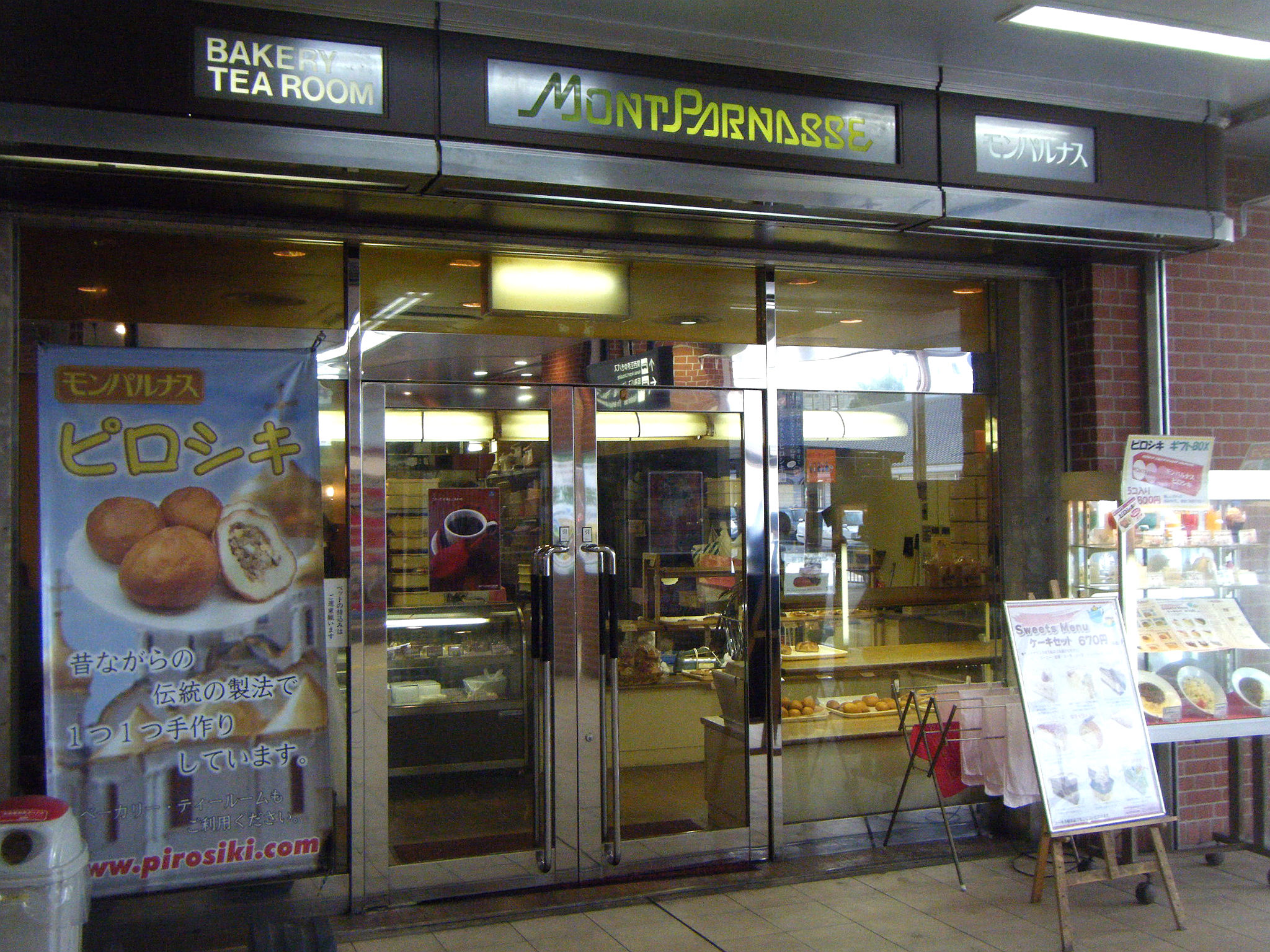
역 구내 "몽 파르나스"
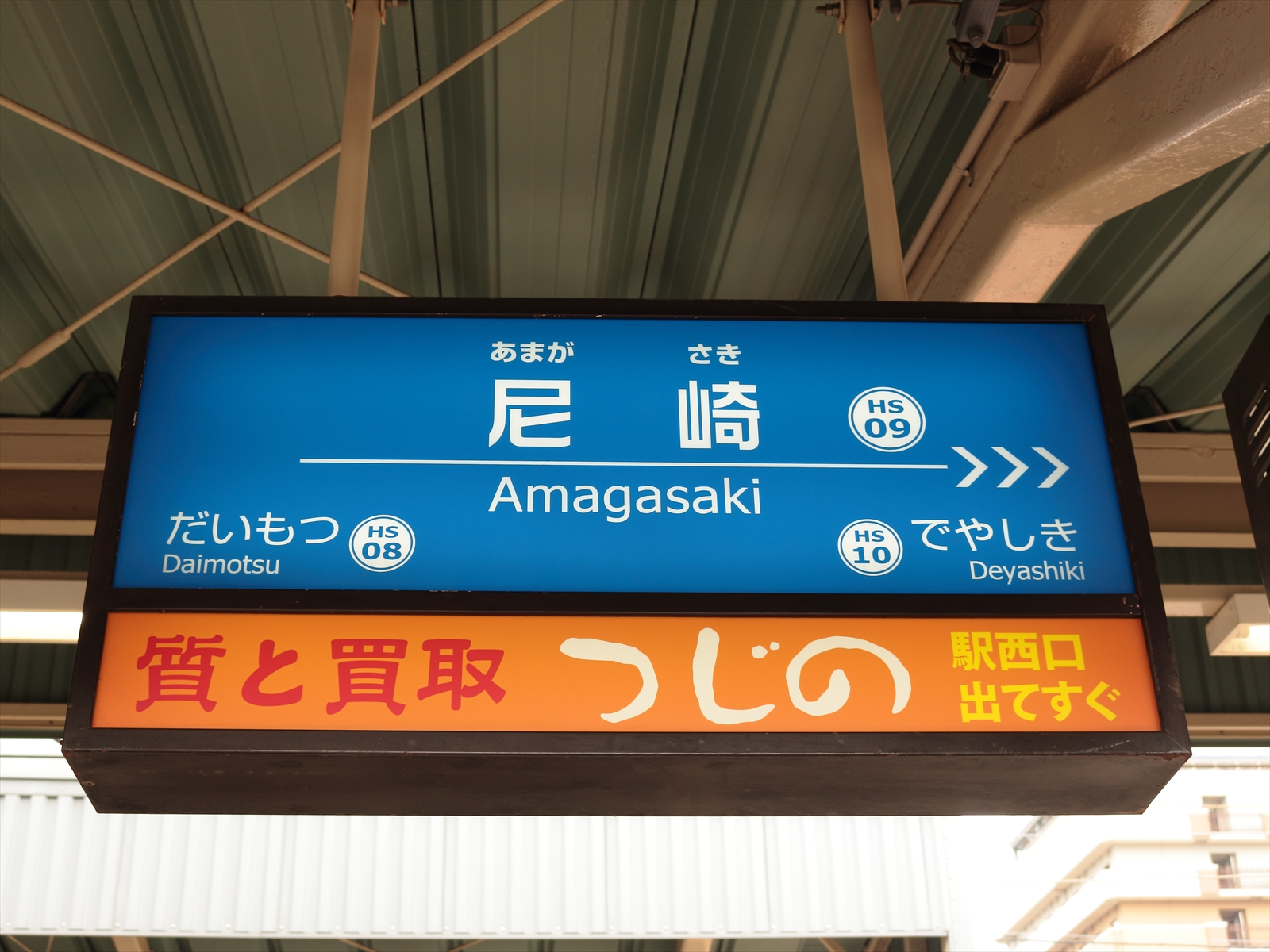
역명판

## 인접역
| 한신 전기철도 ■ 본선           | 한신 전기철도 ■ 본선                | 한신 전기철도 ■ 본선                       |
| ------------------------------ | ----------------------------------- | ------------------------------------------ |
| HS 01 우메다 우메다 방면       | ■ 직통특급(평일 아침 러시아워 상행) | 니시노미야 HS 17 산요히메지 방면           |
| HS 01 우메다 우메다 방면       | ■ 직통특급(상기 이외) ■ 특급        | 고시엔 HS 14 산요히메지・스마우라코엔 방면 |
| HS 03 노다 우메다 방면         | ■ 구간특급(우메다 행만)             | 고시엔 HS 14 미카게 방면                   |
| HS 03 노다 우메다 방면         | ■ 급행                              | 무코가와 HS 12 미카게 방면                 |
| HS 06 지부네 우메다 방면       | ■ 구간급행                          | 무코가와 HS 12 고시엔 방면                 |
| HS 08 다이모쓰 우메다 방면     | ■ 보통                              | 데야시키 HS 10 신카이치 방면               |
| 한신 전기철도 ■ 한신 난바 선   |                                     |                                            |
| HS 45 니시쿠조 오사카난바 방면 | ■ 쾌속급행 (평일 아침만)            | 고시엔 HS 14 고베산노미야・신카이치 방면   |
| HS 45 니시쿠조 오사카난바 방면 | ■ 쾌속급행 (평일 낮과 주말)         | 무코가와 HS 12 고베산노미야・신카이치 방면 |
| HS 08 다이모쓰 오사카난바 방면 | ■ 준급 ■ 구간준급 ■ 보통            | 시·종착역                                  |